# Tezontitla
Tezontitla är en ort i Mexiko.   Den ligger i kommunen Tlalpan och delstaten Distrito Federal, i den sydöstra delen av landet, 24 km söder om huvudstaden Mexico City. Tezontitla ligger 2 761 meter över havet och antalet invånare är 721.
Terrängen runt Tezontitla är bergig. Runt Tezontitla är det mycket tätbefolkat, med 2 431 invånare per kvadratkilometer. Närmaste större samhälle är Iztapalapa, 18,6 km nordost om Tezontitla. I omgivningarna runt Tezontitla växer huvudsakligen savannskog.